# لوكاس رودريغيز (لاعب كرة قدم أرجنتيني)
لوكاس رودريغيز (بالإسبانية: Lucas Nahuel Rodríguez) (27 سبتمبر 1993 في الأرجنتين - ) هو لاعب كرة قدم أرجنتيني في مركز الدفاع. شارك مع منتخب الأرجنتين تحت 20 سنة لكرة القدم. أما مع النوادي، فقد لعب مع أرجنتينوس جونيورز.

## وصلات خارجية
- لوكاس رودريغيز على موقع قاعدة بيانات كرة القدم.إي يو (الإنجليزية)
- لوكاس رودريغيز على موقع Soccerway.com (الإنجليزية)
- لوكاس رودريغيز على موقع AS.com (الإسبانية)